# Alatina alata
Espèce
Synonymes
- Alatina mordens Gershwin, 2005[1]
- Alatina moseri (Mayer, 1906)[1]
- Carybdea alata Reynaud, 1830[2] [1]
- Carybdea moseri Mayer, 1906[1]
- Tamoya punctata Fewkes, 1883[1]

Alatina alata est une espèce de cuboméduses de la famille des Alatinidae.

## Systématique
L'espèce Alatina alata a été initialement décrite en 1830 par Auguste Reynaud (d) dans l'ouvrage de René Primevère Lesson « Centurie zoologique, ou, Choix d'animaux rares, nouveaux ou imparfaitement connus », sous le protonyme de Carybdea (Medusa) alata.

## Répartition
Océan Atlantique tropical, mer des Caraïbes, golfe du Mexique.

## Description
Cette méduse a le corps translucide, légèrement bleuté. Elle mesure de 5 à 10 cm, sans les tentacules. 
Elle nage au-dessus de récif ou du sable à faible profondeur. Sa position de nage peut-être horizontale. On la trouve solitaire ou en groupe. De nuit, elles sont attirées par la lumière. Elle mange du poisson qu'elle tue grâce aux nématocystes de ces tentacules.

## Piqûre
Espèce très urticante dont le contact peut provoquer de fortes brûlures, des difficultés respiratoires jusqu'à la syncope. Réaction allergique possible provoquant une attaque cardiaque.

## Publication originale
- R. P. Lesson, Centurie zoologique, ou, Choix d'animaux rares, nouveaux ou imparfaitement connus : enrichi de planches inédites, dessinées d'après nature par M. Prêtre, gravées et coloriées avec le plus grand soin (œuvre écrite), 1830, [lire en ligne].